# Caayguara
Genre
Caayguara est un genre d'araignées aranéomorphes de la famille des Sparassidae.

## Distribution
Les espèces de ce genre sont endémiques du Brésil. Elles se rencontrent dans la forêt atlantique.

## Liste des espèces
Selon World Spider Catalog (version 17.5, 15/01/2017) :
- Caayguara ajuba Rheims, 2010
- Caayguara album (Mello-Leitão, 1918)
- Caayguara apiaba Rheims, 2010
- Caayguara atyaia Rheims, 2010
- Caayguara catuoca Rheims, 2010
- Caayguara cupepemassu Rheims, 2010
- Caayguara cupepemayri Rheims, 2010
- Caayguara itajucamussi Rheims, 2010
- Caayguara juati Rheims, 2010
- Caayguara pinda Rheims, 2010
- Caayguara poi Rheims, 2010
- Caayguara ybityriguara Rheims, 2010

## Publication originale
- Rheims, 2010 : Caayguara, a new genus of huntsman spiders from the Brazilian Atlantic forest (Araneae: Sparassidae). Zootaxa, no 2630, p. 1-29.